# アイリーン・クラール
アイリーン・クラール（Irene Kral、1932年2月18日 - 1978年8月15日）は、チェコスロバキア人の両親のもとイリノイ州シカゴで生まれ、1960年代初頭にカリフォルニア州ロサンゼルスに定住したアメリカのジャズ歌手。ロサンゼルスのエンシノで乳がんのため亡くなった。
クラールの兄ロイ・クラールがミュージシャンとしてのキャリアを積んでいた頃、彼女は10代でプロの歌手として活動し始めた。彼女はウディ・ハーマンと、ハーマンのベース奏者チャビー・ジャクソンが率いるバンドのツアーで歌っていた。1950年代後半にはメイナード・ファーガソンのバンドに参加し、スタン・ケントン、テリー・ギブス、シェリー・マンが率いるグループでも歌った。46歳で亡くなるまでソロ活動を続けていた。彼女はバラード歌手であり、カーメン・マクレエがインスピレーションの源だったと語っている。彼女がより有名になったのは、死後、クリント・イーストウッドが1995年の映画『マディソン郡の橋』で彼女の音源を使用した時であった。
彼女のスタイルはカーメン・マクレエと比較されることがある（2人は友人だった）。ダナ・カントリーマンは、リンダ・ダールが1984年に出版した女性ジャズ歌手に関する著書『Stormy Weather』から引用している。「アイリーン・クラールは美しく響き渡る声を持ち、控えめなヴィブラート、完璧な発音とイントネーション、そしてわずかに魅力的な鼻声とフレーズの組み立て方はカーメン・マクレエを彷彿とさせます。しかし、マクレエの歌い方が渋みを帯びるのに対し、クラールの歌い方はバターのようでとろけるように滑らかです。彼女は静かな控えめさと上品なセンスの持ち主でした」。

## ディスコグラフィ

### スタジオ・アルバム
- 『ザ・バンド・アンド・アイ』 - The Band and I (1958年、United Artists) ※with ハーブ・ポメロイ
- SteveIreneO! (1959年、United Artists)
- 『ベター・ザン・エニシング』 - Better Than Anything (1963年、Ava) ※with ジュニア・マンス
- 『ワンダフル・ライフ』 - Wonderful Life (1965年、Mainstream)
- 『ホエア・イズ・ラブ?』 - Where Is Love? (1974年、Choice) ※旧邦題『恋の行方』
- Sessions, Live (1976年、Calliope)
- 『クラール・スペース』 - Kral Space (1977年、Catalyst)
- 『ジェントル・レイン』 - Gentle Rain (1978年、Choice) ※with アラン・ブロードベント
- 『エンジェル・アイズ・ライヴ・イン・トーキョー』 - Angel Eyes (1978年、Trio)
- 『ユー・アー・ゼア』 - You Are There (1999年、Audiophile) ※1977年録音
- Live (2000年、Just Jazz) ※1977年録音
- Just for Now (2004年、Jazzed Media) ※1975年録音
- Second Chance (2010年、Jazzed Media) ※1975年録音

### 参加アルバム
- ローリンド・アルメイダ : 『ギター・フロム・イパネマ』 - Guitar from Ipanema (1964年、Capitol)
- バディ・コレット : 『バディ・コレット・クインテット・ウィズ・アイリーン・クラール』 - The Buddy Collette Quintet (2001年、Studio West)
- メイナード・ファーガソン : Boy with Lots of Brass (1957年、EmArcy)
- テリー・ギブス : Dream Band, Vol. 6: One More Time (2002年、Contemporary)
- シェリー・マン : 『マイ・フェア・レディ』 - My Fair Lady (1964年、Capitol)